# Baar, Rheinland-Pfalz
Baar är en kommun i Landkreis Mayen-Koblenz i förbundslandet Rheinland-Pfalz i Tyskland. I kommunen finns orterna Engeln, Freilingen, Niederbaar, Oberbaar, Büchel, Mittelbaar och Wanderath.
Kommunen ingår i kommunalförbundet Verbandsgemeinde Vordereifel tillsammans med ytterligare 26 kommuner.